# 19500 Хілларіфулц
19500 Хілларіфулц (19500 Hillaryfultz) — астероїд головного поясу, відкритий 23 травня 1998 року.
Тіссеранів параметр щодо Юпітера — 3,347.